# Flora Brovina
Flora Brovina (Skenderaj, 30 de septiembre de 1949) es una pediatra, poeta albanesa kosovar, y activista de derechos de la niñez y de la mujer.
Nació en la ciudad de Srbica en el Drenica Valle de Kosovo, y creció en Pristina, donde fue a la escuela; y, luego empezó a estudiar medicina. Tras sus estudios universitarios en Zagreb, se especializó en pediatría; regresó a Kosovo y trabajó por un tiempo como periodista para el periódico de lengua albanesa Rilindja. Pronto después,  regresó a la profesión de médica y trabajó muchos años en pediatría del Hospital General de Pristina.

## Guerra de Kosovo
Cuando la situación política en Kosovo se deterioró en los 1990s, y la lucha estalló, Brovina dirigió una clínica de salud en Pristina, en la que distribuyó información sobre el cuidado de la salud en asuntos tan diversos como mordeduras de serpientes, curar heridas y dar a luz bebés. También utilizó el centro para albergar a varios niños huérfanos, muchos de los cuales habían perdido a sus padres durante los combates y las expulsiones. Ella y sus compañeros de trabajo cuidaban de hasta 25 niños a la vez.
El 20 de abril de 1999 durante la guerra de Kosovo, Brovina fue secuestrada por ocho enmascados paramilitares serbios desde su casa; y, conducida fuera en automóvil a un destino inicialmente desconocido. Así en cautividad en Serbia, cuándo las fuerzas de OTAN tomaron la capital y las tropas serbias se retiraron del país. Sus primeras noticias de su abducción surgieron el 24 de abril de 1999 cuando su hijo dirigió el contacto con la Asociación de escritores internacionales, PEN, apelando urgente a comunicar su abducción y así ser conocido lo más ampliamente posible. Ella fue transferida a una prisión serbia en Požarevac y, en su primer mes de detención, la sometieron a 200 h de interrogatorio en 18 sesiones separadas que duraban típicamente de 7.00 a 17.00. El 9 de diciembre de 1999, en un tribunal de espectáculo, fue acusada de 'actividades terroristas' por el Artículo 136 del Código Penal yugoslavo. Pasó un año y medio en prisiones serbias antes de ser liberada a raíz de presión internacional.

## Escritura
En 1999, Flora Brovina fue recipiente del Premio anual Tucholsky del Pen Club sueco, un premio que ha sido otorgado a otros escritores de nota como Salman Rushdie, Adam Zagajewski, Nuruddin Farah, Taslima Nasrin, Shirali Nurmuadov, y Vincent Magombe. Es también recipiente del PEN/Barbara Goldsmith Premio Libertad para Escribir por PEN Centro de EE. UU. y el Premio de Derechos humanos del Heinrich Böll Fundación en Berlín.

## Política
Después de que Kosovo se proclamara independiente, Flora se postuló a Presidente de Kosovo en 2001 en la lista del Partido Democrático de Kosovo (PDK), una candidata de sorpresa en vez del dirigente del partido Hashim Thaci. Desde entonces, ha sido Miembro de la Asamblea de Kosovo durante cada uno de su periodos legislativos.